# Вартапетян, Борис Багратович
Борис Багратович Вартапетян (род. 1 мая 1925, НКАО — 12 сентября 2020 , Москва) — советский и российский биолог. Доктор биологических наук, профессор. Лауреат премии имени К. А. Тимирязева (2004). Заслуженный деятель науки Российской Федерации (2006).

## Биография
Родился в селе Чартар[уточнить] Мартунинского района НКАО в семье преподавателей сельской школы.
В 1927 году семья переезжает в Ереван, а затем в Россию.
В 1943 году окончил Велико-Устюгское военное училище и был направлен на 1-й Прибалтийский фронт в должности командира минометного взвода, а затем офицера связи 353 стрелкового полка 47-й стрелковой дивизии. Участник освобождения Белоруссии.
В июле 1944 года во время штурма города Полоцка был тяжело ранен и до 1946 года находился на излечении в военных госпиталях.
В 1951 году окончил биологический факультет МГУ, кафедру биохимии растений.
Ученик академиков А. И. Опарина и А. Л. Курсанова, защитив кандидатскую диссертацию, был принят на работу в Институт физиологии растений имени К. А. Тимирязева АН СССР.
В 1966 году защищает докторскую диссертацию, в 1972 году ему присвоено учёное звание профессора.
Председатель Межведомственного координационного научного совета по экологическим стрессам растений РАН, РАСХН и Московского государственного университета им. М.В. Ломоносова.
Умер 12 сентября 2020 года в Москве.

## Научная деятельность
Вел научные изыскания в основном в двух направлениях: исследование биохимических путей метаболизма молекулярного кислорода и изучения явления анаэробного стресса (гипоксия и аноксия) растений.
Является создателем нового научного направления в экологической биологии — учения об анаэробном стрессе растений.

## Награды
- два ордена Отечественной войны
- Премия имени К. А. Тимирязева (2004) — за серию работ «Кислородный обмен и анаэробиоз растений»
- Заслуженный деятель науки Российской Федерации (2006)[2]
- Почётный член Общества физиологов растений России (2011)[3]